# Цомая, Ревази Ревазович
Ревази́ Рева́зович Цома́я (9 июня 1980, Нижнекамск или Ачинск) — грузинский хоккеист. Бывший игрок «капитан» сборной Грузии по хоккею с шайбой, ныне — старший тренер команды.

## Биография
Воспитанник ачинской хоккейной школы «Металлург». Дебютировал в команде мастеров в 17 лет. В сезоне 1997/98 провел 12 матчей за «Металлург» (Ачинск) в первой лиге первенства России по хоккею с шайбой.
Дебютировал в составе сборной Грузии в 2015 году.
Руководитель Федерации хоккея Ачинска. Занимается бизнесом.

## Достижения
- Серебряный призёр Третий дивизион чемпионата мира по хоккею с шайбой 2016 (Измир)
- Бронзовый призёр Третий дивизион чемпионата мира по хоккею с шайбой 2017 (София)
- Чемпион мира Третий дивизион чемпионата мира по хоккею с шайбой 2018
- Серебряный призёр Второй дивизион чемпионата мира по хоккею с шайбой 2022 (Рейкьявик)

## [6]Примечания
1. ↑  Как игроки «Ак Барса» и Башкортостана стартовали на хоккейном ЧМ — Реальное время. m.realnoevremya.ru. Дата обращения: 28 апреля 2023. Архивировано 28 апреля 2023 года.
2. 1 2  Sport: спортсмен из Ачинска помог сборной Грузии выиграть Кубок мира по хоккею / Ачинск / ЛЕНТА НОВОСТЕЙ / 24 SIBINFO. 24sibinfo.ru. Дата обращения: 28 апреля 2023.
3. ↑  Sport: спортсмен из Ачинска помог сборной Грузии выиграть Кубок мира по хоккею / Ачинск / ЛЕНТА НОВОСТЕЙ / 24 SIBINFO. 24sibinfo.ru. Дата обращения: 4 октября 2022.
4. ↑  Revaz Tsomaia at eliteprospects.com (англ.). www.eliteprospects.com. Дата обращения: 4 октября 2022. Архивировано 4 октября 2022 года.
5. ↑  Хоккейная сборная Ачинска одержала третью победу на Чемпионате Красноярского края 2020-2021 года — Ачинск.рф. Городской сайт Ачинска. achcity.com. Дата обращения: 4 октября 2022.
6. ↑  Gagua, Evgeny. Сборная Грузия по хоккею завоевала серебряные медали на ЧМ в Мадриде / ВИДЕО – Новости Грузия. Дата обращения: 10 августа 2023. Архивировано 10 августа 2023 года.